# Campeonato Mundial de Fórmula 1 de 1989
A Temporada de Fórmula 1 de 1989 foi a 40.ª realizada pela FIA, decorrendo entre 26 de março e 5 de novembro de 1989, com 16 corridas. O campeão foi o francês Alain Prost, da McLaren, e o vice-campeão foi o brasileiro Ayrton Senna, também da McLaren. Apesar da conquista de Prost, este campeonato foi envolvido de grande polêmica devido ao ocorrido na corrida do Japão, vencida por Ayrton Senna, com Alessandro Nannini em segundo lugar, no entanto, com a desqualificação do piloto brasileiro, pelo "corte" da chicane depois de ser empurrado pelos fiscais, o piloto italiano herdou a vitória. Até hoje ainda há discussões sobre o título ter sido dado a Prost. Anos mais tarde, em 1996, já fora da presidência da FIA, Balestre admitiu que beneficiara o compatriota naquele final de campeonato.
Este campeonato apresentou mais equilíbrio do que da temporada anterior; no Brasil (pole de Senna e vitória de Nigel Mansell), Canadá (pole de Alain Prost e vitória de Thierry Boutsen - a primeira na carreira), Hungria (pole de Riccardo Patrese e vitória de Mansell), Portugal (pole de Senna e vitória de Gerhard Berger), Japão (pole de Senna e vitória de Alessandro Nannini - a primeira na carreira em função da desclassificação de Senna) e Austrália (pole de Senna e vitória de Boutsen). Equipes do bloco intermediário conseguiram alguns pódios: Leyton House (Maurício Gugelmin foi terceiro no Brasil), Brabham (Stefano Modena chegou em terceiro em Mônaco), Tyrrell (Michele Alboreto foi terceiro no México), Arrows (Eddie Cheever chegou em terceiro nos Estados Unidos), Dallara (Andrea de Cesaris foi terceiro no Canadá) e a Onyx (Stefan Johansson  alcançou um terceiro em Portugal). A Minardi de Pierluigi Martini liderou uma volta no GP de Portugal e na Austrália, largou na 3ª posição. Na Bélgica, a tradicional Lotus, fundada por Colin Chapman, não conseguiu largar entre os 26 primeiros pela primeira vez na história, ocupando a 27ª posição com Satoru Nakajima e a 28ª com Nelson Piquet.
Oito pilotos estrearam na Fórmula 1 em 1989: Johnny Herbert, Olivier Grouillard, Jean Alesi, Martin Donnelly, Emanuele Pirro, Bertrand Gachot, Paolo Barilla e J.J. Lehto. Por outro lado, os veteranos René Arnoux, Eddie Cheever e Piercarlo Ghinzani deixaram a categoria (Arnoux e Ghinzani se aposentaram, enquanto Cheever mudou-se para a CART em 1990).
Foi a primeira temporada em vigência, onde os motores atmosféricos foram legalizados, unicamente, e os turbo banidos (retornaria em 2014).

## Equipes e Pilotos
| Campeão       | Vice-campeão  | 3º Lugar         |
|               |               |                  |
| Alain Prost   | Ayrton Senna  | Riccardo Patrese |
| McLaren-Honda | McLaren-Honda | Williams-Renault |

| Equipe                          | Construtor | Chassis | Motor                    | Pneu | No | Piloto                | Piloto(s) de testes                         |
| ------------------------------- | ---------- | ------- | ------------------------ | ---- | -- | --------------------- | ------------------------------------------- |
| Honda Marlboro McLaren          | McLaren    | MP4/5   | Honda RA109E 3.5 V10     | G    | 1  | Ayrton Senna          | Emanuele Pirro Jonathan Palmer              |
| Honda Marlboro McLaren          | McLaren    | MP4/5   | Honda RA109E 3.5 V10     | G    | 2  | Alain Prost           | Emanuele Pirro Jonathan Palmer              |
| Tyrrell Racing Organisation     | Tyrrell    | 017B    | Ford Cosworth DFR 3.5 V8 | G    | 3  | Jonathan Palmer       | n/a                                         |
| Tyrrell Racing Organisation     | Tyrrell    | 017B    | Ford Cosworth DFR 3.5 V8 | G    | 4  | Michele Alboreto      | n/a                                         |
| Tyrrell Racing Organisation     | Tyrrell    | 018     | Ford Cosworth DFR 3.5 V8 | G    | 3  | Jonathan Palmer       | n/a                                         |
| Tyrrell Racing Organisation     | Tyrrell    | 018     | Ford Cosworth DFR 3.5 V8 | G    | 4  | Michele Alboreto      | n/a                                         |
| Tyrrell Racing Organisation     | Tyrrell    | 018     | Ford Cosworth DFR 3.5 V8 | G    | 4  | Jean Alesi            | n/a                                         |
| Tyrrell Racing Organisation     | Tyrrell    | 018     | Ford Cosworth DFR 3.5 V8 | G    | 4  | Johnny Herbert        | n/a                                         |
| Canon Williams Team             | Williams   | FW12C   | Renault RS1 3.5 V10      | G    | 5  | Thierry Boutsen       | Mark Blundell                               |
| Canon Williams Team             | Williams   | FW12C   | Renault RS1 3.5 V10      | G    | 6  | Riccardo Patrese      | Mark Blundell                               |
| Canon Williams Team             | Williams   | FW13    | Renault RS1 3.5 V10      | G    | 5  | Thierry Boutsen       | Mark Blundell                               |
| Canon Williams Team             | Williams   | FW13    | Renault RS1 3.5 V10      | G    | 6  | Riccardo Patrese      | Mark Blundell                               |
| Motor Racing Developments       | Brabham    | BT58    | Judd EV 3.5 V8           | P    | 7  | Martin Brundle        | n/a                                         |
| Motor Racing Developments       | Brabham    | BT58    | Judd EV 3.5 V8           | P    | 8  | Stefano Modena        | n/a                                         |
| Arrows Grand Prix International | Arrows     | A11     | Ford Cosworth DFR 3.5 V8 | G    | 9  | Derek Warwick         | n/a                                         |
| Arrows Grand Prix International | Arrows     | A11     | Ford Cosworth DFR 3.5 V8 | G    | 9  | Martin Donnelly       | n/a                                         |
| Arrows Grand Prix International | Arrows     | A11     | Ford Cosworth DFR 3.5 V8 | G    | 10 | Eddie Cheever         | n/a                                         |
| Camel Team Lotus                | Lotus      | 101     | Judd CV 3.5 V8           | G    | 11 | Nelson Piquet         | Martin Donnelly                             |
| Camel Team Lotus                | Lotus      | 101     | Judd CV 3.5 V8           | G    | 12 | Satoru Nakajima       | Martin Donnelly                             |
| Leyton House March Racing Team  | March      | 881     | Judd EV 3.5 V8           | G    | 15 | Mauricio Gugelmin     | Bruno Giacomelli                            |
| Leyton House March Racing Team  | March      | 881     | Judd EV 3.5 V8           | G    | 16 | Ivan Capelli          | Bruno Giacomelli                            |
| Leyton House March Racing Team  | March      | CG891   | Judd EV 3.5 V8           | G    | 15 | Mauricio Gugelmin     | Bruno Giacomelli                            |
| Leyton House March Racing Team  | March      | CG891   | Judd EV 3.5 V8           | G    | 16 | Ivan Capelli          | Bruno Giacomelli                            |
| Osella Squadra Corse            | Osella     | FA1M89  | Ford Cosworth DFR 3.5 V8 | P    | 17 | Nicola Larini         | n/a                                         |
| Osella Squadra Corse            | Osella     | FA1M89  | Ford Cosworth DFR 3.5 V8 | P    | 18 | Piercarlo Ghinzani    | n/a                                         |
| Benetton Formula Ltd            | Benetton   | B188    | Ford Cosworth DFR 3.5 V8 | G    | 19 | Alessandro Nannini    | Johnny Dumfries Johnny Herbert Gary Brabham |
| Benetton Formula Ltd            | Benetton   | B188    | Ford Cosworth DFR 3.5 V8 | G    | 20 | Johnny Herbert        | Johnny Dumfries Johnny Herbert Gary Brabham |
| Benetton Formula Ltd            | Benetton   | B188    | Ford Cosworth DFR 3.5 V8 | G    | 20 | Emanuele Pirro        | Johnny Dumfries Johnny Herbert Gary Brabham |
| Benetton Formula Ltd            | Benetton   | B189    | Ford HBA4 3.5 V8         | G    | 19 | Alessandro Nannini    | Johnny Dumfries Johnny Herbert Gary Brabham |
| Benetton Formula Ltd            | Benetton   | B189    | Ford HBA4 3.5 V8         | G    | 20 | Emanuele Pirro        | Johnny Dumfries Johnny Herbert Gary Brabham |
| BMS Scuderia Italia             | Dallara    | F189    | Ford Cosworth DFR 3.5 V8 | P    | 21 | Alex Caffi            | n/a                                         |
| BMS Scuderia Italia             | Dallara    | F189    | Ford Cosworth DFR 3.5 V8 | P    | 22 | Andrea de Cesaris     | n/a                                         |
| Lois Minardi Team               | Minardi    | M188B   | Ford Cosworth DFR 3.5 V8 | P    | 23 | Pierluigi Martini     | Paolo Barilla                               |
| Lois Minardi Team               | Minardi    | M188B   | Ford Cosworth DFR 3.5 V8 | P    | 24 | Luis Perez Sala       | Paolo Barilla                               |
| Lois Minardi Team               | Minardi    | M189    | Ford Cosworth DFR 3.5 V8 | P    | 23 | Pierluigi Martini     | Paolo Barilla                               |
| Lois Minardi Team               | Minardi    | M189    | Ford Cosworth DFR 3.5 V8 | P    | 23 | Paolo Barilla         | Paolo Barilla                               |
| Lois Minardi Team               | Minardi    | M189    | Ford Cosworth DFR 3.5 V8 | P    | 24 | Luis Perez Sala       | Paolo Barilla                               |
| Ligier Loto                     | Ligier     | JS33    | Ford Cosworth DFR 3.5 V8 | G    | 25 | René Arnoux           | n/a                                         |
| Ligier Loto                     | Ligier     | JS33    | Ford Cosworth DFR 3.5 V8 | G    | 26 | Olivier Grouillard    | n/a                                         |
| Scuderia Ferrari SpA SEFAC      | Ferrari    | 640     | Ferrari 035/5 3.5 V12    | G    | 27 | Nigel Mansell         | Roberto Moreno Gianni Morbidelli JJ Lehto   |
| Scuderia Ferrari SpA SEFAC      | Ferrari    | 640     | Ferrari 035/5 3.5 V12    | G    | 28 | Gerhard Berger        | Roberto Moreno Gianni Morbidelli JJ Lehto   |
| Equipe Larrousse F1             | Lola       | LC88B   | Lamborghini 3512 3.5 V12 | G    | 29 | Yannick Dalmas        | n/a                                         |
| Equipe Larrousse F1             | Lola       | LC88B   | Lamborghini 3512 3.5 V12 | G    | 30 | Philippe Alliot       | n/a                                         |
| Equipe Larrousse F1             | Lola       | LC89    | Lamborghini 3512 3.5 V12 | G    | 29 | Yannick Dalmas        | n/a                                         |
| Equipe Larrousse F1             | Lola       | LC89    | Lamborghini 3512 3.5 V12 | G    | 29 | Éric Bernard          | n/a                                         |
| Equipe Larrousse F1             | Lola       | LC89    | Lamborghini 3512 3.5 V12 | G    | 29 | Michele Alboreto      | n/a                                         |
| Equipe Larrousse F1             | Lola       | LC89    | Lamborghini 3512 3.5 V12 | G    | 30 | Philippe Alliot       | n/a                                         |
| Coloni SpA                      | Coloni     | FC188B  | Ford Cosworth DFR 3.5 V8 | P    | 31 | Roberto Moreno        | n/a                                         |
| Coloni SpA                      | Coloni     | FC188B  | Ford Cosworth DFR 3.5 V8 | P    | 32 | Pierre-Henri Raphanel | n/a                                         |
| Coloni SpA                      | Coloni     | C3      | Ford Cosworth DFR 3.5 V8 | P    | 31 | Roberto Moreno        | n/a                                         |
| Coloni SpA                      | Coloni     | C3      | Ford Cosworth DFR 3.5 V8 | P    | 32 | Pierre-Henri Raphanel | n/a                                         |
| Coloni SpA                      | Coloni     | C3      | Ford Cosworth DFR 3.5 V8 | P    | 32 | Enrico Bertaggia      | n/a                                         |
| EuroBrun Racing                 | EuroBrun   | ER188B  | Judd CV 3.5 V8           | P    | 33 | Gregor Foitek         | n/a                                         |
| EuroBrun Racing                 | EuroBrun   | ER189   | Judd CV 3.5 V8           | P    | 33 | Gregor Foitek         | n/a                                         |
| EuroBrun Racing                 | EuroBrun   | ER189   | Judd CV 3.5 V8           | P    | 33 | Oscar Larrauri        | n/a                                         |
| West Zakspeed Racing            | Zakspeed   | 891     | Yamaha OX88 3.5 V8       | P    | 34 | Bernd Schneider       | n/a                                         |
| West Zakspeed Racing            | Zakspeed   | 891     | Yamaha OX88 3.5 V8       | P    | 35 | Aguri Suzuki          | n/a                                         |
| Moneytron Onyx Formula One      | Onyx       | ORE-1   | Ford Cosworth DFR 3.5 V8 | G    | 36 | Stefan Johansson      | n/a                                         |
| Moneytron Onyx Formula One      | Onyx       | ORE-1   | Ford Cosworth DFR 3.5 V8 | G    | 37 | Bertrand Gachot       | n/a                                         |
| Moneytron Onyx Formula One      | Onyx       | ORE-1   | Ford Cosworth DFR 3.5 V8 | G    | 37 | JJ Lehto              | n/a                                         |
| Rial Racing                     | Rial       | ARC2    | Ford Cosworth DFR 3.5 V8 | G    | 38 | Christian Danner      | n/a                                         |
| Rial Racing                     | Rial       | ARC2    | Ford Cosworth DFR 3.5 V8 | G    | 38 | Gregor Foitek         | n/a                                         |
| Rial Racing                     | Rial       | ARC2    | Ford Cosworth DFR 3.5 V8 | G    | 38 | Pierre-Henri Raphanel | n/a                                         |
| Rial Racing                     | Rial       | ARC2    | Ford Cosworth DFR 3.5 V8 | G    | 39 | Volker Weidler        | n/a                                         |
| Rial Racing                     | Rial       | ARC2    | Ford Cosworth DFR 3.5 V8 | G    | 39 | Pierre-Henri Raphanel | n/a                                         |
| Rial Racing                     | Rial       | ARC2    | Ford Cosworth DFR 3.5 V8 | G    | 39 | Bertrand Gachot       | n/a                                         |
| AGS Racing                      | AGS        | JH23B   | Ford Cosworth DFR 3.5 V8 | G    | 40 | Gabriele Tarquini1    | n/a                                         |
| AGS Racing                      | AGS        | JH23B   | Ford Cosworth DFR 3.5 V8 | G    | 41 | Joachim Winkelhock    | n/a                                         |
| AGS Racing                      | AGS        | JH23B   | Ford Cosworth DFR 3.5 V8 | G    | 41 | Yannick Dalmas        | n/a                                         |

## Calendário
| Prova | Grande Prêmio      | Data           | Local              |
| ----- | ------------------ | -------------- | ------------------ |
| 1     | GP do Brasil       | 26 de março    | Jacarepaguá        |
| 2     | GP de San Marino   | 23 de abril    | Ímola              |
| 3     | GP de Mônaco       | 7 de maio      | Monte Carlo        |
| 4     | GP do México       | 28 de maio     | Hermanos Rodriguez |
| 5     | GP dos EUA         | 4 de junho     | Phoenix            |
| 6     | GP do Canadá       | 18 de junho    | Montreal           |
| 7     | GP da França       | 9 de julho     | Paul Ricard        |
| 8     | GP da Grã-Bretanha | 16 de julho    | Silverstone        |
| 9     | GP da Alemanha     | 30 de julho    | Hockenheim         |
| 10    | GP da Hungria      | 13 de agosto   | Hungaroring        |
| 11    | GP da Bélgica      | 27 de agosto   | Spa-Francorchamps  |
| 12    | GP da Itália       | 10 de setembro | Monza              |
| 13    | GP de Portugal     | 24 de setembro | Estoril            |
| 14    | GP da Espanha      | 1º de outubro  | Jerez              |
| 15    | GP do Japão        | 22 de outubro  | Suzuka             |
| 16    | GP da Austrália    | 5 de novembro  | Adelaide           |

## Resultados

### Grandes Prêmios
| GP | Grande Prêmio      | Pole Position    | Volta mais rápida | Vencedor           | Equipe           | Descrição |
| -- | ------------------ | ---------------- | ----------------- | ------------------ | ---------------- | --------- |
| 1  | GP do Brasil       | Ayrton Senna     | Riccardo Patrese  | Nigel Mansell      | Ferrari          | Detalhes  |
| 2  | GP de San Marino   | Ayrton Senna     | Alain Prost       | Ayrton Senna       | McLaren-Honda    | Detalhes  |
| 3  | GP de Mônaco       | Ayrton Senna     | Alain Prost       | Ayrton Senna       | McLaren-Honda    | Detalhes  |
| 4  | GP do México       | Ayrton Senna     | Nigel Mansell     | Ayrton Senna       | McLaren-Honda    | Detalhes  |
| 5  | GP dos EUA         | Ayrton Senna     | Ayrton Senna      | Alain Prost        | McLaren-Honda    | Detalhes  |
| 6  | GP do Canadá       | Alain Prost      | Jonathan Palmer   | Thierry Boutsen    | Williams-Renault | Detalhes  |
| 7  | GP da França       | Alain Prost      | Mauricio Gugelmin | Alain Prost        | McLaren-Honda    | Detalhes  |
| 8  | GP da Grã-Bretanha | Ayrton Senna     | Nigel Mansell     | Alain Prost        | McLaren-Honda    | Detalhes  |
| 9  | GP da Alemanha     | Ayrton Senna     | Ayrton Senna      | Ayrton Senna       | McLaren-Honda    | Detalhes  |
| 10 | GP da Hungria      | Riccardo Patrese | Nigel Mansell     | Nigel Mansell      | Ferrari          | Detalhes  |
| 11 | GP da Bélgica      | Ayrton Senna     | Alain Prost       | Ayrton Senna       | McLaren-Honda    | Detalhes  |
| 12 | GP da Itália       | Ayrton Senna     | Alain Prost       | Alain Prost        | McLaren-Honda    | Detalhes  |
| 13 | GP de Portugal     | Ayrton Senna     | Gerhard Berger    | Gerhard Berger     | Ferrari          | Detalhes  |
| 14 | GP da Espanha      | Ayrton Senna     | Ayrton Senna      | Ayrton Senna       | McLaren-Honda    | Detalhes  |
| 15 | GP do Japão        | Ayrton Senna     | Alain Prost       | Alessandro Nannini | Benetton-Ford    | Detalhes  |
| 16 | GP da Austrália    | Ayrton Senna     | Satoru Nakajima   | Thierry Boutsen    | Williams-Renault | Detalhes  |

### Classificação Mundial de Pilotos
| Pos | Piloto                | BRA | SMR | MON | MEX | USA | CAN | FRA | GBR | GER | HUN | BEL | ITA | POR | ESP | JPN | AUS | Pontos2 |
| --- | --------------------- | --- | --- | --- | --- | --- | --- | --- | --- | --- | --- | --- | --- | --- | --- | --- | --- | ------- |
| 1   | Alain Prost           | 2   | 2   | 2   | (5) | 1   | Ret | 1   | 1   | 2   | (4) | 2   | 1   | 2   | 3   | Ret | Ret | 76 (81) |
| 2   | Ayrton Senna          | 11  | 1   | 1   | 1   | Ret | 7†  | Ret | Ret | 1   | 2   | 1   | Ret | Ret | 1   | DSQ | Ret | 60      |
| 3   | Riccardo Patrese      | 15  | Ret | 15  | 2   | 2   | 2   | 3   | Ret | 4   | Ret | Ret | 4   | Ret | 5   | 2   | 3   | 40      |
| 4   | Nigel Mansell         | 1   | Ret | Ret | Ret | Ret | DSQ | 2   | 2   | 3   | 1   | 3   | Ret | DSQ | EX  | Ret | Ret | 38      |
| 5   | Thierry Boutsen       | Ret | 4   | 10  | Ret | 6   | 1   | Ret | 10  | Ret | 3   | 4   | 3   | Ret | Ret | 3   | 1   | 37      |
| 6   | Alessandro Nannini    | 6   | 3   | 8   | 4   | Ret | DSQ | Ret | 3   | Ret | Ret | 5   | Ret | 4   | Ret | 1   | 2   | 32      |
| 7   | Gerhard Berger        | Ret | Ret | INJ | Ret | Ret | Ret | Ret | Ret | Ret | Ret | Ret | 2   | 1   | 2   | Ret | Ret | 21      |
| 8   | Nelson Piquet         | Ret | Ret | Ret | 11  | Ret | 4   | 8   | 4   | 5   | 6   | NQ  | Ret | Ret | 8   | 4   | Ret | 12      |
| 9   | Jean Alesi            |     |     |     |     |     |     | 4   | Ret | 10  | 9   |     | 5   |     | 4   | Ret | Ret | 8       |
| 10  | Derek Warwick         | 5   | 5   | Ret | Ret | Ret | Ret |     | 9   | 6   | 10  | 6   | Ret | Ret | 9   | 6   | Ret | 7       |
| 11  | Eddie Cheever         | Ret | 9   | 7   | 7   | 3   | Ret | 7   | NQ  | 12† | 5   | Ret | NQ  | Ret | Ret | 8   | Ret | 6       |
| 12  | Stefan Johansson      | NPQ | NPQ | NPQ | Ret | Ret | DSQ | 5   | NPQ | Ret | Ret | 8   | NPQ | 3   | NPQ | NPQ | NPQ | 6       |
| 13  | Michele Alboreto      | 10  | NQ  | 5   | 3   | Ret | Ret |     |     | Ret | Ret | Ret | Ret | 11  | NPQ | NQ  | NPQ | 6       |
| 14  | Johnny Herbert        | 4   | 11  | 14  | 15  | 5   | NQ  |     |     |     |     | Ret |     | NQ  |     |     |     | 5       |
| 15  | Pierluigi Martini     | Ret | Ret | Ret | Ret | Ret | Ret | Ret | 5   | 9   | Ret | 9   | 7   | 5   | Ret |     | 6   | 5       |
| 16  | Mauricio Gugelmin     | 3   | Ret | Ret | NQ  | Ret | Ret | NC  | Ret | Ret | Ret | 7   | Ret | 10  | Ret | 7   | 7   | 4       |
| 17  | Andrea de Cesaris     | 13  | 10  | 13  | Ret | 8   | 3   | NQ  | Ret | 7   | Ret | 11  | Ret | Ret | 7   | 10  | Ret | 4       |
| 18  | Stefano Modena        | Ret | Ret | 3   | 10  | Ret | Ret | Ret | Ret | Ret | 11  | Ret | DNQ | 14  | Ret | Ret | 8   | 4       |
| 19  | Alex Caffi            | NPQ | 7   | 4   | 13  | Ret | 6   | Ret | NPQ | Ret | 7   | Ret | 11† | Ret | Ret | 9   | Ret | 4       |
| 20  | Martin Brundle        | Ret | Ret | 6   | 9   | Ret | NPQ | NPQ | Ret | 8   | 12  | Ret | 6   | 8   | Ret | 5   | Ret | 4       |
| 21  | Satoru Nakajima       | 8   | NC  | NQ  | Ret | Ret | NQ  | Ret | 8   | Ret | Ret | NQ  | 10† | 7   | Ret | Ret | 4   | 3       |
| 22  | Christian Danner      | 14  | NQ  | NQ  | 12  | 4   | 8   | NQ  | NQ  | NQ  | NQ  | NQ  | NQ  | NQ  |     |     |     | 3       |
| 23  | Emanuele Pirro        |     |     |     |     |     |     | 9   | 11  | Ret | 8   | 10  | Ret | Ret | Ret | Ret | 5   | 2       |
| 24  | René Arnoux           | NQ  | NQ  | 12  | 14  | NQ  | 5   | Ret | NQ  | 11  | NQ  | Ret | 9   | 13  | NQ  | NQ  | Ret | 2       |
| 25  | Jonathan Palmer       | 7   | 6   | 9   |     | 9†  | Ret | 10  | Ret | Ret | 13  | 14  | Ret | 6   | 10  | Ret | NQ  | 2       |
| 26  | Olivier Grouillard    | 9   | DSQ | Ret | 8   | NQ  | NQ  | 6   | 7   | Ret | NQ  | 13  | Ret | NQ  | Ret | Ret | Ret | 1       |
| 27  | Gabriele Tarquini     |     | 8   | Ret | 6   | 7†  | Ret | Ret | NQ  | NPQ | NPQ | NPQ | NPQ | NPQ | NPQ | NPQ | NPQ | 1       |
| 28  | Luis Perez-Sala       | Ret | Ret | Ret | NQ  | Ret | Ret | NQ  | 6   | NQ  | Ret | 15  | 8   | 12  | Ret | Ret | NQ  | 1       |
| 29  | Philippe Alliot       | 12  | Ret | Ret | NC  | Ret | Ret | Ret | Ret | Ret | NPQ | 16† | Ret | 9   | 6   | Ret | Ret | 1       |
| 30  | Ivan Capelli          | Ret | Ret | 11  | Ret | Ret | Ret | Ret | Ret | Ret | Ret | 12  | Ret | Ret | Ret | Ret | Ret | 0       |
| 31  | Éric Bernard          |     |     |     |     |     |     | 11  | Ret |     |     |     |     |     |     |     |     | 0       |
| 32  | Bertrand Gachot       |     | NPQ | NPQ | NPQ |     | NPQ | 13† | 12  | NQ  | Ret | Ret | Ret |     |     | NQ  | NQ  | 0       |
| 33  | Nicola Larini         | DSQ | 12† | NPQ | NPQ | NPQ | Ret | NPQ | Ret | NPQ | NPQ | NPQ | Ret | NPQ | Ret | Ret | Ret | 0       |
| 34  | Martin Donnelly       |     |     |     |     |     |     | 12  |     |     |     |     |     |     |     |     |     | 0       |
| 35  | Roberto Moreno        | NQ  | NQ  | Ret | NQ  | NQ  | Ret | NQ  | Ret | NPQ | NPQ | NPQ | DSQ | Ret | NPQ | NPQ | NPQ | 0       |
| 36  | J.J. Lehto            |     |     |     |     |     |     |     |     |     |     |     |     | NPQ | Ret | NPQ | Ret | 0       |
| 37  | Piercarlo Ghinzani    | NPQ | NPQ | NPQ | NPQ | NPQ | NPQ | NPQ | NPQ | NPQ | Ret | NPQ | NPQ | NPQ | Ret | NPQ | Ret | 0       |
| 38  | Bernd Schneider       | Ret | NPQ | NPQ | NPQ | NPQ | NPQ | NPQ | NPQ |     | NPQ | NPQ | NPQ | NPQ | NPQ | Ret | NPQ | 0       |
| 39  | Pierre-Henri Raphanel | NPQ | NPQ | Ret |     | NPQ |     | NPQ | NPQ | NPQ |     | NQ  | NQ  | NQ  | NQ  | NQ  | NQ  | 0       |
| 40  | Yannick Dalmas        | NQ  | Ret | DNQ | NQ  | NQ  | NQ  |     | NPQ | NPQ | NPQ | NPQ | NPQ | NPQ | NPQ | NPQ | NPQ | 0       |
| 41  | Paolo Barilla         |     |     |     |     |     |     |     |     |     |     |     |     |     |     | Ret |     | 0       |
| -   | Gregor Foitek         | NQ  | NPQ | NPQ | NPQ | NPQ | NPQ | NPQ | NPQ | NPQ | NPQ | NPQ |     |     | NQ  |     |     | -       |
| -   | Volker Weidler        | NPQ |     | NPQ | NPQ | NPQ | NPQ | NPQ |     | DSQ | NQ  |     |     |     |     |     |     | -       |
| -   | Joachim Winkelhock    | NPQ | NPQ |     | NPQ | NPQ | NPQ |     |     |     |     |     |     |     |     |     |     | -       |
| -   | Oscar Larrauri        |     |     |     |     |     |     |     |     |     |     |     | NPQ | NPQ | NPQ | NPQ | NPQ | -       |
| -   | Enrico Bertaggia      |     |     |     |     |     |     |     |     |     |     |     |     |     |     |     | NPQ | -       |
| -   | Aguri Suzuki          | NPQ | NPQ | NPQ | NPQ | NPQ | NPQ | NPQ | NPQ | NPQ | NPQ | NPQ | NPQ | NPQ | NPQ | NPQ | NPQ | -       |
| Pos | Piloto                | BRA | SMR | MON | MEX | USA | CAN | FRA | GBR | GER | HUN | BEL | ITA | POR | ESP | JPN | AUS | Pontos2 |

| Cor        | Resultado             |
| ---------- | --------------------- |
| Ouro       | Vencedor              |
| Prata      | 2.º lugar             |
| Bronze     | 3.º lugar             |
| Verde      | Terminou, nos pontos  |
| Azul       | Terminou, sem pontos  |
| Púrpura    | Ret – Retirou-se      |
| Vermelho   | NQ – Não qualificado  |
| Preto      | DSQ – Desqualificado  |
| Branco     | NL – Não largou       |
| Branco     | C – Corrida cancelada |
| Azul claro | AT – Apenas Treino    |
| Sem cor    | NP – Não participou   |
| Sem cor    | Les – Lesionado       |
| Sem cor    | EX – Excluído         |

Em negrito indica pole position e em itálico indica volta mais rápida.
† Completou mais de 90% da distância da corrida.

### Classificação Mundial de Construtores
| Pos. | Construtor | Chassis      | Motor                             | Pneu | Pontos | Vitórias | Pódiums | Poles |
| ---- | ---------- | ------------ | --------------------------------- | ---- | ------ | -------- | ------- | ----- |
| 1    | McLaren    | MP4/5        | Honda RA109E V10                  | G    | 141    | 10       | 18      | 15    |
| 2    | Williams   | FW12C FW13   | Renault RS1 V10                   | G    | 77     | 2        | 11      | 1     |
| 3    | Ferrari    | 640          | Ferrari 035/5 V12                 | G    | 59     | 3        | 9       |       |
| 4    | Benetton   | B188 B189    | Ford Cosworth DFR V8 Ford HBA1 V8 | G    | 39     | 1        | 4       |       |
| 5    | Tyrrell    | 017B 018     | Ford Cosworth DFR V8              | G    | 16     |          | 1       |       |
| 6    | Lotus      | 101          | Judd CV V8                        | G    | 15     |          |         |       |
| 7    | Arrows     | A11          | Ford Cosworth DFR V8              | G    | 13     |          | 1       |       |
| 8    | Dallara    | F189         | Ford Cosworth DFR V8              | P    | 8      |          | 1       |       |
| 9    | Brabham    | BT58         | Judd EV V8                        | P    | 8      |          | 1       |       |
| 10   | Minardi    | M188B M189   | Ford Cosworth DFR V8              | P    | 6      |          |         |       |
| 11   | Onyx       | ORE-1        | Ford Cosworth DFR V8              | G    | 6      |          | 1       |       |
| 12   | March      | 881 CG891    | Judd CV V8                        | G    | 4      |          | 1       |       |
| 13   | Rial       | ARC2         | Ford Cosworth DFR V8              | G    | 3      |          |         |       |
| 14   | Ligier     | JS33         | Ford Cosworth DFR V8              | G    | 3      |          |         |       |
| 15   | AGS        | JH23B JH24   | Ford Cosworth DFR V8              | G    | 1      |          |         |       |
| 16   | Lola       | LC88B LC89   | Lamborghini 3512 V12              | G    | 1      |          |         |       |
| 17   | Osella     | FA189        | Ford Cosworth DFR V8              | P    | 0      |          |         |       |
| 18   | Coloni     | FC188B FC189 | Ford Cosworth DFR V8              | P    | 0      |          |         |       |
| 19   | Zakspeed   | 891          | Yamaha OX88 V8                    | P    | 0      |          |         |       |
| -    | EuroBrun   | ER188B ER189 | Judd CV V8                        | P    | -      |          |         |       |